# Shallow
„Shallow“ (от английски: „Плитчини“) е песен на американската певица Лейди Гага и американския актьор Брадли Купър. Издаден е чрез лейбъла Интерскоуп Рекърдс на 27 септември 2018 г. като пилотен сингъл от саундтрака към романтичната драма от същата година – Роди се звезда. Песента е написана от Гага, Марк Ронсън, Андрю Уайът и Антъни Росомандо и е продуцирана от Гага и Бенджамин Райс. Shallow звучи 3 пъти във филма, като най-популярният е, когато персонажът на Купър, Джаксън Мейн, кани героинята на Гага, Али, да пее на негов концерт. Сцената е записана пред публика на живо в амфитеатъра Greek Theatre в Лос Анджелис.
Записът е разнообразен със звуци на публика и аплодисменти. Лейди Гага представя песента в радио шоу на Apple Music по време на нейно интервю за филма. Представено е и музикално видео, което включва кадри от изпълнението на Джаксън и Али във филма, както и други техни общи сцени от продукцията.
Песента получава положителен отзвук от критиците, които са впечатлени от вокалните способности на Гага и драматизма в композицията ѝ. Успява да достигне до №1 в над 25 държави и топ 10 в много други. Превръща се в най-награждаваната песен в историята с отличия като „Оскар“, Златен глобус, 2 награди „Грами“, награда БАФТА и много други. Към януари 2021 г. е 31-вата най-слушана песен в стрийминг платформата Spotify.

## Композиране и запис
Shallow е сред първите песни, написани от Гага, Ронсън, Уайът и Росомандо. Тя представя мелодията пред останалите, две години преди издаването на сингъла в звукозаписно студио в Малибу. Когато Лукас Нелсън се присъединява към екипа, работещ по саундтрака, той променя звученето на песента. Вдъхновен от музиката на Ерик Клаптън, той добавя въведение на акустична китара, което да контрастира с мощния вокал на Гага в края.
Записана е и версия на песента, вдъхновена от 1980-те, която звучи за кратко по време на концерт на Али във филма.
По време на писането на песента, Гага е била зад пианото, а Ронсън, Уайът и Росомандо са свирели на китари, мислейки текста на куплетите. Марк Ронсън разказва, че в ранна версия на филма, Джаксън умира вследствие на удавяне и затова в песента се пее „Стремя се към дълбокото, гледай как се потапям“. Планирано е и Shallow да е песен за финалните надписи, но с промени в сценария се превръща в любовна песен за Джаксън и Али.

## Иск за авторско право
Певецът и текстописец Стивън Ронсън претендира, че част от Shallow е заимствана от прогресия в неговата песен Almost от 2012 година. Заедно с адвоката си Марк Шириън, той подава иск за нарушаване на авторско право и настоява за милиони долари. Гага назначава адвоката Орин Снайдър, който излиза със становище:
Господин Ронсън и адвокатът му се опитват да спечелят лесни пари чрез успешен артист. Това е срамно и грешно. Ако те решат да продължат с делото, Лейди Гага ще обори твърденията им и ще надделее.

## Изпълнения на живо
Песента често присъства в репертоара на Лейди Гага. По време на серията нейни концерти в Лас Вегас, озаглавени Енигма, след изпълнението на Born This Way, тя се връща на сцената и представя Shallow на пиано като бис. На концерта на 26 януари 2019 г. Купър, който е в публиката, е поканен от Гага да се качи на сцената и двамата за пръв път изпълняват песента на живо.
По време на церемонията по връчване на наградите „Грами“ на 10 февруари 2019 г., Гага изпълнява рок прочит на сингъла, заедно с Марк Ронсън, Андрю Уайът и Антъни Росомандо. Същата вечер Брадли Купър присъства на наградите БАФТА в Лондон.
Вероятно най-популярното изпълнение на песента е на наградите „Оскар“ на 24 февруари 2019 г. Купър решава да изпее песента в неговия глас, а не придържайки се към този на персонажа му от филма. В началото на песента, Лейди Гага и Брадли Купър стават от местата си в публиката и се качват заедно на сцената, като сядат един срещу друг на роял. Купър се настанява до Гага за последните няколко стиха и двамата пеят на един микрофон. Противно на очакванията, камерата не представя гледната точка на публиката, а е разположена на сцената зад изпълнителите и показва публиката като фон, подобно на стила на заснемане на филма. Изпълнението предизвиква бурна реакция сред фенове, потребители на социалните мрежи и критици и поражда слухове, че Гага и Купър са във връзка, които Гага отрича, казвайки, че щом са били толкова убедителни, актьорската им игра е проработила.
На 2 ноември 2020 г. Лейди Гага присъства на предизборен концерт в подкрепа на кандидата за американски президент Джо Байдън в Питсбърг, където изпълнява Shallow и Yoü & I в негова подкрепа.

## Екип
- Лейди Гага – текстописец, продуцент, вокали
- Брадли Купър – вокали
- Марк Ронсън – текстописец
- Антъни Росомандо – текстописец
- Андрю Уайът – текстописец
- Бенджамин Райс – продуцент, звукозапис
- Бо Боднар – звукозаписен асистент
- Алекс Уилямс – звукозаписен асистент
- Том Елмхърст – миксиране
- Брандън Бост – инженер миксиране
- Ранди Мерил – аудио мастеринг
- Антъни Логерфо – барабани
- Кори Макормик – бас
- Алберто Боф – клавишни
- Лукас Нелсън – акустична китара
- Джеси Зибенберг – китара
- Едуардо „Тато“ Мелгар – ударни

## Издаване
| Регион               | Дата                 | Носител                      | Лейбъл     |
| -------------------- | -------------------- | ---------------------------- | ---------- |
| Разни                | 27 септември 2018 г. | Дигитално сваляне, стрийминг | Интерскоуп |
| Италия               | 5 октомври 2018 г.   | Съвременно хит радио         | Юнивърсъл  |
| Обединеното кралство | 13 октомври 2018 г.  | Съвременно хит радио         | Юнивърсъл  |
| САЩ                  | 15 октомври 2018 г.  | Радио за възрастни           | Интерскоуп |
| САЩ                  | 16 октомври 2018 г.  | Съвременно хит радио         | Интерскоуп |
| Австралия            | 18 октомври 2018 г.  | Съвременно хит радио         | Юнивърсъл  |